# ریک وولهوتر
ریک وولهوتر (انگلیسی: Rick Wohlhuter؛ زادهٔ ۲۳ دسامبر ۱۹۴۸) ورزشکار دو و میدانی اهل ایالات متحده آمریکا است.
وی در مسابقات کشوری و بین‌المللی در مجموع برندهٔ ۱ مدال برنز شده‌است.